# Varcia incerta
Varcia incerta är en insektsart som beskrevs av Melichar 1898. Varcia incerta ingår i släktet Varcia och familjen Nogodinidae. Inga underarter finns listade i Catalogue of Life.